# ウルトラゲームステーションズ
『ウルトラゲームステーションズ』は、インターネットテレビ局AbemaTVのウルトラゲームスチャンネルで2018年から2019年まで毎週水曜日、および木曜日22時から23時までに配信したゲーム情報番組枠。この頁では番組枠名を冠した『ウルトラゲームステーションズ FORTNITE』（ウルトラゲームステーションズ フォートナイト）、『ウルトラゲームステーションズ ストV AE』（ウルトラゲームステーションズ ストリートファイターファイブ アーケードエディション）を説明する。いずれも藤紫を基調とした共通セットで収録されていた。

## ウルトラゲームステーションズ FORTNITE

### 番組概要
2018年11月7日から毎週水曜日に配信した『フォートナイト』を題材とするゲーム情報番組。
YouTubeを活動拠点に置くストリーマー、てんちむ、もえりん、BOXING（ボクシング）の3人をMCとし、「フォートナイト」を使ったトークバラエティ番組として制作。遊びながら2019年に開催される「2019 Fortnite World Cup」への出場を目指して腕を磨くという設定の元、ゲームプレイを繰り広げた。推奨ハッシュタグは「ウルステFORTNITE」。配信前の2018年10月26日にはYouTube・ウルトラゲームスチャンネルにて第0回がパイロット版として公開。

### 出演者
経歴などはいずれも出演当時のもの。

#### レギュラー
- てんちむ
  - モデル、ストリーマー。1993年11月19日生まれ。最年長であることから番組リーダーを務める。唯一の芸能活動経験者ということもあり、進行役も担当。体を張ることが多かった。テロップは赤。
- もえりん
  - ゲーム実況者。元Game8社員。1994年11月25日生まれ。テロップは青。
- BOXING
  - ゲーム実況者。1996年2月14日生まれ。唯一の男性レギュラー。「フォートナイト」実況を得意としていることからゲームプレイではレギュラー陣をリードすることが多い。テロップはオレンジ。

#### ゲスト
- 総長
  - 生年月日非公開のゲームプレイヤー。もえりん欠員時の代役レギュラーとして第7回から9回に出演。テロップはピンク。
- デカキン
  - YouTuber。元松竹芸能所属のお笑い芸人。非レギュラーとされていたがすべての回に4人目のゲストとして出演。大物ゲストとして紹介され、すべるのがお決まりとなっていた。テロップは黄色。

## ウルトラゲームステーションズ ストV AE

### 番組概要
2018年12月6日より毎週木曜日に配信された『ストリートファイターＶ アーケードエディション』を題材としたゲーム対戦番組。サブタイトルは「～プロゲーマーvs 挑戦者のガチンコ真剣勝負!」。番組独自のゲームチーム「チームウルステ」を3人抜きすると賞金100万円がもらえるという一般参加型番組であり、事実上、2018年11月15日に終了した賞金首（木曜日＝勝ったら100万円！ SFV AE 賞金首）の後継番組である。
賞金首時に厳しいという意見も多かった挑戦者側の勝利条件がやや緩和されており、第1回、2回配信出場のガチくん、第6回、7回配信で挑戦したまちゃぼーの2名が3人勝ち抜きで100万円を獲得。2019年1月17日で最終回を迎えるが『カプコンストリートファイターリーグpowerd by RAGE』の公式中継がアナウンスされ、「ストリートファイターV AE」のゲームプレイ番組としては継承された。また番組構成自体は地上波テレビ朝日「お願い!ランキング」内の「お願い!eSports FIGHTER」に引き継がれた。

### 出演者
経歴などはいずれも出演当時のもの。

#### レギュラーMC
- 八田亜矢子
  - アビゲイル使いであることから番組ではアヤゲイルと呼ばれる。
- 大和（実況）
  - 実況担当。SFV AE 賞金首から継続出演。

#### チームウルステ
- はつめ
  - 父ノ背中所属。番組でのニックネームは「紅一点の美少女戦士」。身長158センチ、体重43キロ。番組開始時点で20歳。実力的には他の3人より劣るものの、毎回先鋒を担当した。
- マゴ
  - 無所属。番組でのニックネームは「神の子」。身長170センチ、体重53キロ。番組開始時点で33歳。アントニオ猪木が好きなことからアゴというプレイヤーネームだったのが、いつしかマゴとなってしまった。「チームウルステ」守りの要とされる。自身のプレイ場面以外では試合解説も担当。
- ときど
  - ECHO FOX所属。番組でのニックネームは「歴史に名を残す男」。番組開始時点で33歳。169センチ69キロ。EVO2017優勝者。SFV AE 賞金首から継続出演。
- 藤村[7]
  - 不動所属。番組でのニックネームは進撃のうどん。。番組開始時点で32歳。167センチ58キロ。ストV AEフランス大会優勝者。概ねときど不在時に大賞を務める。SFV AE 賞金首から継続出演。

#### その他
- ハメコ。（コーナー解説、予想屋）[8][9]
  - EVO Japan 2018では運営委員長も務めた格闘技ゲーム研究の第一人者。SFV AE 賞金首から継続出演者だがVTRのみでの出演に変更。試合前の選手分析、試合展望などを解説する。

## スタッフ
- 制作：テレビ朝日映像（ViViA）[10]
- 制作著作：AbemaTVウルトラゲームス